# 순창 박씨
순창 박씨(淳昌朴氏)는 전북특별자치도 순창군을 본관으로 하는 한국의 성씨이다.
시조는 박제세(朴濟世)라는 인물로 고려에서 순창군에 봉해졌다고 한다.

## 참고 자료
- “순창박씨(淳昌朴氏)”. 뿌리를 찾아서.[깨진 링크(과거 내용 찾기)]